# Inocente de ti (álbum)
Inocente de ti es el título del vigesimonoveno álbum de estudio grabado por el cantautor mexicano Juan Gabriel. Fue lanzado al mercado bajo el sello discográfico BMG U.S. Latin del 21 de octubre de 2003. También es el último álbum para la dicha empresa discográfica. El tema que da el título al álbum fue utilizada en la telenovela mexicana de las cadenas Televisa y Univisión en coladoración con la extinta televisora venezolano-estadounidense Fonovideo Inocente de ti (2004-2005), bajo la producción de Nathalie Lartilleux Nicaud, protagonizada por Camila Sodi y Valentino Lanús y antagonizada por Helena Rojo. El tema Yo te recuerdo fue utilizado para la telenovela mexicana de la cadena Televisa Mariana de la noche (2003-2004), bajo la producción de Salvador Mejía Alejandre, protagonizada por Alejandra Barros y Jorge Salinas y antagonizada por César Évora y Angélica Rivera. pero con un arreglo musical diferente. El álbum recibió una nominación para el Premio Grammy Latino al Mejor Álbum Cantautor en la 5°. entrega anual de los Premios Grammy Latinos celebrada el miércoles 1°. de septiembre de 2004, pero perdió contra Soraya de Soraya.

## Lista de canciones[1]
- Todas las canciones escritas por Juan Gabriel.

| Inocente de ti |                          |              |          |  |
| N.º            | Título                   | Escritor(es) | Duración |  |
| 1.             | «Inocente de ti»         | Juan Gabriel | 4:05     |  |
| 2.             | «Yo te recuerdo»         | Juan Gabriel | 2:55     |  |
| 3.             | «Loco enamorado»         | Juan Gabriel | 3:43     |  |
| 4.             | «Cómo te quiero mi amor» | Juan Gabriel | 2:25     |  |
| 5.             | «Gracias por todo»       | Juan Gabriel | 2:32     |  |
| 6.             | «Amor profundo»          | Juan Gabriel | 4:06     |  |
| 7.             | «Idilio»                 | Juan Gabriel | 4:46     |  |
| 8.             | «Luna llena»             | Juan Gabriel | 4:36     |  |
| 9.             | «El fin»                 | Juan Gabriel | 4:43     |  |
| 10.            | «Amándote»               | Juan Gabriel | 4:04     |  |